# Symeon (Kutsas)
Symeon, imię świeckie Periklis Kutsas (ur. 1945 w Pterundzie) – duchowny Greckiego Kościoła Prawosławnego, od 2002 metropolita Nowej Smyrny.

## Życiorys
Święcenia diakonatu przyjął w 1973, a prezbiteratu w 1975. Chirotonię biskupią otrzymał 12 października 2002.